# Thomas Yayi Boni
Thomas Yayi Boni   (Tchaourou, 1 de juliol de 1952) és un pastor evangèlic i polític, expresident de la República de Benín. Després de guanyar la segona volta de les eleccions presidencials celebrada el 19 de març de 2006, Boni va jurar el seu càrrec el 6 d'abril, succeint com a President al veterà polític Mathieu Kérékou. Va ocupar el càrrec durant deu anys, fins l'abril de 2016.
El setembre de 2021, Patrice Talon i Thomas Boni Yayi, aliats polítics que s'han convertit en enemics íntims, es van reunir al Marina Palace de Cotonou. Durant aquest enfrontament, Thomas Boni Yayi va presentar a Patrice Talon una sèrie de propostes i sol·licituds, relacionades en particular amb l'alliberament de "detinguts polítics".